# Tyrnyaus
Tyrnyaus (russisch Тырныа́уз, karatschai-balkarisch Тарны аууз) ist eine Stadt in der nordkaukasischen Republik Kabardino-Balkarien in Russland mit 21.000 Einwohnern (Stand 14. Oktober 2010).

## Geografie
Die Stadt liegt im Großen Kaukasus etwa 60 km (Luftlinie) südwestlich der Republikhauptstadt Naltschik am Baksan, einem linken Nebenfluss der in den Terek mündenden Malka.
Tyrnyaus ist Verwaltungszentrum des Rajons Elbrus.
Durch die Stadt führt die Straße zu dem zum Rajon gehörigen touristischen und alpinen Skisportzentrum im oberen Baksantal (unterhalb des Elbrus).

## Geschichte
Tyrnyaus entstand in den 1930er-Jahren an Stelle des alten balkarischen Dorfes Girchoschan im Zusammenhang mit der Erschließung einer 1934 entdeckten Wolfram- und Molybdänerzlagerstätte. 1940 begann die Produktion, die Siedlung nannte sich in dieser Zeit Nischni Baksan („Unterer Baksan“).
1955 erhielt der Ort unter dem heutigen Namen Stadtrecht (von balkarisch tyrnyau usu für enge Schlucht).
2000 wurde ein erheblicher Teil der Stadt durch eine Mure zerstört. Inzwischen wurden die Schäden jedoch größtenteils beseitigt.

### Bevölkerungsentwicklung
| Jahr | Einwohner |
| ---- | --------- |
| 1939 | 3.500     |
| 1959 | 12.789    |
| 1970 | 18.253    |
| 1979 | 21.050    |
| 1989 | 30.778    |
| 2002 | 21.092    |
| 2010 | 21.000    |

Anmerkung: Volkszählungsdaten (1939 gerundet)

## Persönlichkeiten
- Chadschimurat Akkajew (* 1985), russischer Gewichtheber
- Saur Kuramagomedow (* 1988), russischer Ringer
- Waleri Kokow (1941–2005), 1990–2005 Präsident der Republik Kabardino-Balkarien, wurde in Tyrnyaus geboren

## Wirtschaft
Stadtbildprägendes Unternehmen ist das Wolfram-Molybdän-Kombinat. Daneben gibt es vor allem Unternehmen der Bauwirtschaft.